# Miguel Repiso
Miguel Repiso (connu sous le pseudonyme REP), né en 1961 à San Isidro dans la banlieue nord de Buenos Aires, est un dessinateur argentin. 
Il publie son premier dessin en 1976, et reçoit son premier prix en 1980. Il travaille pour la revue Humor, et pour le quotidien Página à partir de 1987. Il a participé à de nombreuses expositions, en particulier avec le dessinateur français Wolinski.
Il a été nommé ambassadeur de bonne  volonté de l'UNICEF en 2018.

## Publications

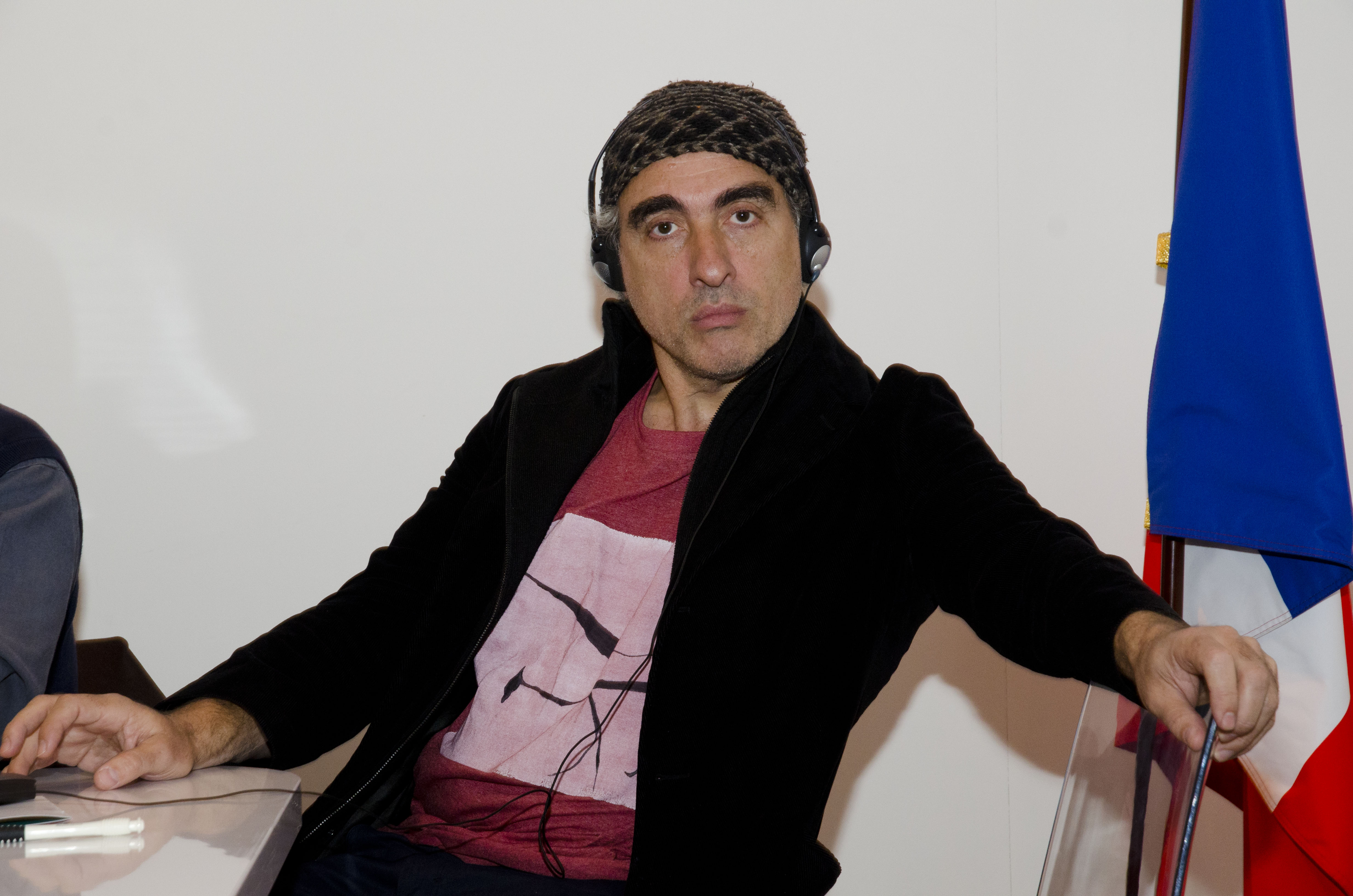
Miguel Repiso au salon du livre de Paris.

- Bellas Artes - Editorial Sudamericana (2004)  (ISBN 950-07-2530-4).
- Gaspar el revolú (1), Buenos Aires, Ediciones de la Flor, (1997)  (ISBN 950-515-730-4).
- Gaspar, el revolú 2, Buenos Aires, Ediciones de la Flor, (1988)  (ISBN 950-515-737-1).
- Crash, bang, Rep... Buenos Aires, Hyspamérica, (1989)  (ISBN 950-614-836-8).
- La grandeza y la chiqueza - Ediciones de la Flor (1995)  (ISBN 950-515-710-X).
- El sexo después de la muerte (y otros placeres) - Ediciones de la Flor (1991)  (ISBN 950-515-681-2).
- El Zebra, Ed. La Página  (ISBN 987-503-004-X).
- Sex Rep, Ed. Puntosur.
- Buenos Aires dibujada - Editorial Sudamericana, 2005.
- Y Rep hizo los Barrios - Editorial Planeta, 2012.
- La Divina Comedia - Editorial Planeta 2016.
- Contratapas - Editorial Sudamericana (2007)  (ISBN 978-950-07-2817-1).
- Y Rep hizo los barrios. Ed. Página 12, (Bs. As.) (1993)  (ISBN 987-99361-0-8). Con prólogo de Horacio Verbitsky: "La fundación de Buenos Aires"[5] ; Reeditado por Editorial Sudamericana, (2005)  (ISBN 950-07-2631-9).
- Auxilio, vamos a nacer (1993-2008).
- Postales, Editorial Planeta (1993)  (ISBN 950-742-410-5).
- Platinum Plus (dibujos sobre esa gente), Página/12, (1998)  (ISBN 987-503-114-3).
- Rep...! (1985).
- Rep para todos (2009).
- Don Quijote de la Mancha, Editorial Castalia, Madrid, España, 2009.
- 200 años de Peronismo (biografía no autorizada de la Argentina), Editorial Planeta (mai 2010)  (ISBN 978-950-49-2305-3)[6].
- Vino Rep, Fondo Vitivinícola Mendoza, Editorial Planeta, 2016.